# Об (притока Сени)
Об — річка у Франції. Її витоки розташовані на плато Лангр, в муніципалітеті Оберив, на висоті 378 метрів. Об переважно тече в північно-західному напрямку і приблизно через 249 кілометрів впадає в Сену як права притока неподалік від Марсії-сюр-Сен. Французький департамент Об також названий на честь річки. Протікає через регіональний природний парк Forêt d'Orient .

## Населені пункти на річці
- Оберив
- Монтіньї-сюр-Об
- Лаферте-сюр-Об
- Віль-су-ла-Ферте
- Бар=сюр-Об
- Дьянвіль
- Брієнн-ла-В'єй
- Арсі-сюр-Об
- Плансі-л'Аббеї
- Англюр
- Марсії-сюр-Сен

## Гідрологія
У регіональному природному парку Forêt d'Orient були штучно створені два озера, які служать резервуарами для Об, щоб запобігти затопленню Парижа, коли рівень води стає надто високим, та компенсувати навігацію, коли рівень води надто низький. Резервуари з'єднані з річкою за допомогою вхідних і вихідних каналів. Резервуари називаються:
- Лак-д'Озон (площа: 20 км², об'єм: 148 млн м³, введено в експлуатацію: 1990 р.)
- Лак-Аманс (поверхня: 5 км², об'єм: 22 млн м³, введено в експлуатацію: 1990)